# Leptolalax alpinus
Leptolalax alpinus là một loài ếch trong họ Megophryidae. Nó là loài đặc hữu của Trung Quốc.
Các môi trường sống tự nhiên của chúng là rừng mây ẩm nhiệt đới và cận nhiệt đới và sông. Loài này đang bị đe dọa do mất môi trường sống.